# Mazus surculosus
Mazus surculosus är en tvåhjärtbladig växtart som beskrevs av David Don. Mazus surculosus ingår i släktet Mazus och familjen Mazaceae. Inga underarter finns listade i Catalogue of Life.